# Гизберт VI фон Бронкхорст
Гизберт VI (I) фон Бронкхорст (на немски: Gisbert VI (I) von Bronckhorst; на нидерландски: Gijsbert I van Bronckhorst; ок. 1367; † 1 ноември 1409) е господар на Бронкхорст (1399 – 1409) и Боркуло (1405 -1409), рицар в провинция Гелдерланд в Нидерландия.
Той е син на господар Вилхелм IV фон Бронкхорст, бургграф на Нимвеген († 12 март 1410) и съпругата му Кунигунда фон Мьорс († 1417), вдовица на бургграф Герхард V фон Ландскрон († 1345) и на Фридрих фон Реден-Баер († 1355), дъщеря на граф Дитрих IV фон Мьорс († 5 февруари 1346) и Кунигунда фон Фолмещайн († сл. 1339). Внук е на Гизберт V фон Бронкхорст-Батенбург († 1356). Той има две сестри Катарина († сл. 1420) и Елизабет († 2 април 1428).

## Фамилия
Гизберт VI фон Бронкхорст се жени ок. 7 ноември 1391 г. за Хедвиг фон Текленбург († сл. 1417), дъщеря на граф Ото VI фон Текленбург († 1388) и Аделхайд (Айлика) фон Липе († сл. 1392). Те имат децата:
- Ото фон Бронкхорст († 23 февруари 1458), господар на Бронкхорст, Боркуло и Лихтенвоорде, женен I. на 10 декември 1418 г. за Агнес фон Золмс († 29 декември 1439), II. на 13 ноември 1440 г. за Елизабет фон Насау († 1459)
- Кунигунда фон Бронкхорст († сл. 1460), омъжена I. на 4 юли 1417 г. за Лудолф VIII фон Щайнфурт († 1 януари – 23 април 1421), II. на 29 септември 1422 г. за бургграф Йохан II фон Монфорт (* 1388 – 1389; † 16 януари 1448)
- Вилхелм V фон Бронкхорст († 4 март 1429), господар на Бронкхорст (1417 – 1429), женен ок. 1417 г. за Хедвиг фон Гьотерсвик († 12 март 1428)
- Рюдигер фон Бронкхорст († сл. 1459)
- Гизберта фон Бронкхорст

Гизберт I фон Бронкхорст има от друга връзка още две дъщери:
- Алайд фон Бронкхорст, омъжена за Харман тен Кортеновер
- ? Елза фон Бронкхорст († сл. 1491)